# سازمان جهانی بهداشت
سازمان جهانی بهداشت (انگلیسی: World Health Organization؛ به اختصار WHO) یا سازمان جهانی صحت در فارسی افغانستان؛ یکی از آژانس‌های تخصصی سازمان ملل متحد است که نقش سازمان‌دهنده و مرجع را در نظارت بر بهداشت جامعهٔ جهانی ایفا می‌کند.
این آژانس در ۶ آوریل سال ۱۹۴۸ در ژنو (واقع در سوئیس) تأسیس شد و حکم سرپرستی را از خود آژانس در جامعه ملل دریافت نمود و منابعش را سازمان بهداشت سابق تأمین کرد.

## اساسنامه و تاریخچه

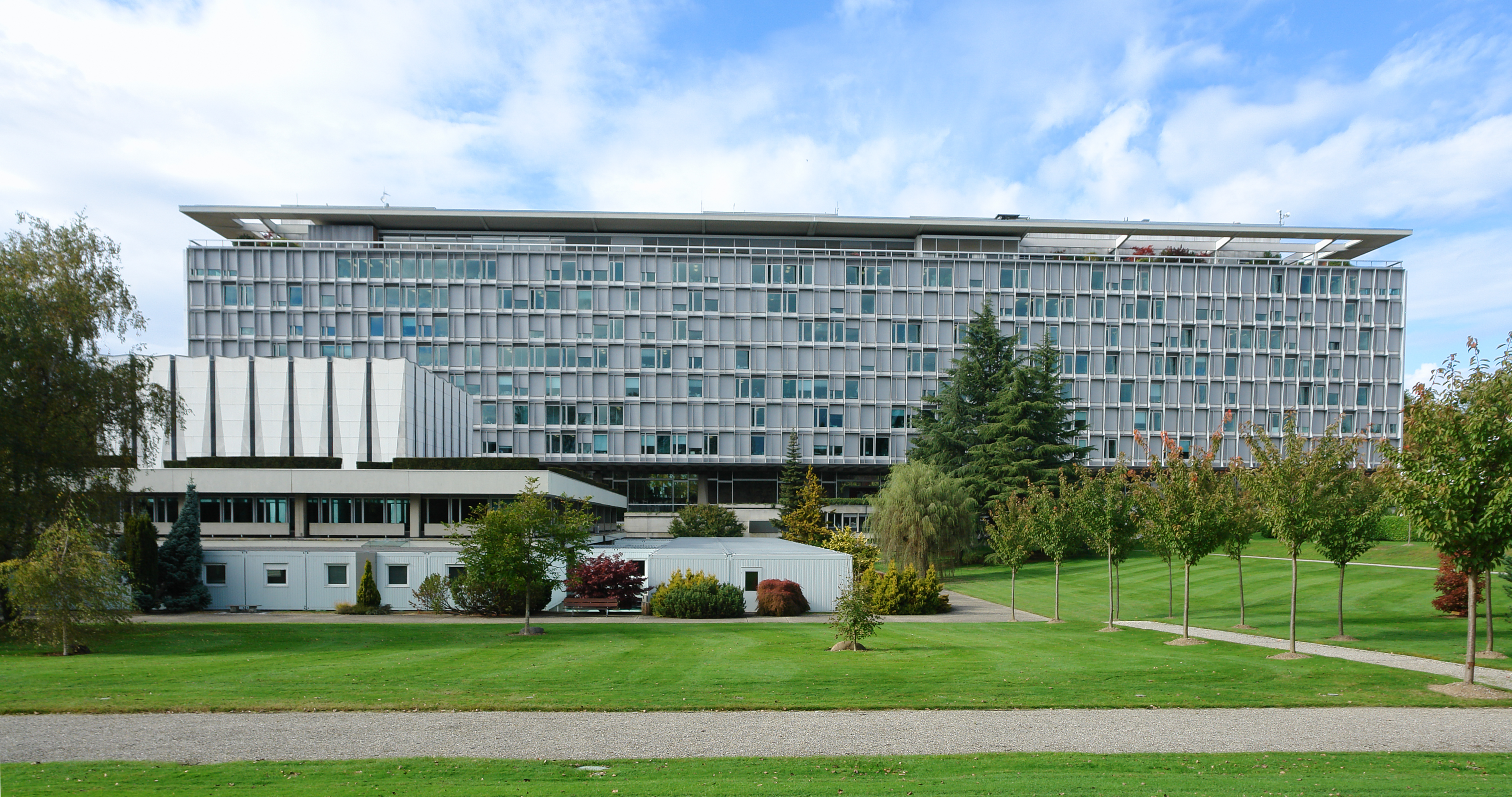
ساختمان سازمان بهداشت جهانی در ژنو، نمای جنوبی

اساسنامهٔ سازمان جهانی بهداشت هدفش را دستیابی مردم به بیشترین سطح سلامت ممکن بیان می‌کند. وظیفهٔ اصلی این سازمان مبارزه با بیماری‌ها مخصوصاً بیماری عفونی شایع و ارتقاء سلامت عمومی مردم جهان است.
سازمان جهانی بهداشت یکی از نخستین آژانس‌های سازمان ملل متحد است و اساسنامهٔ آن رسماً در اولین روز بهداشت جهانی (۷ آوریل سال ۱۹۴۸)، زمانی که توسط ۲۶ کشور از اعضای سازمان ملل تصویب شد به کار بسته شد. پیش از این موضوع، فعالیت‌های مذکور و باقی فعالیت‌های سازمان بهداشتِ جامعه ملل، تحت کنترل کمیته‌ای موقتی بود. این کمیتهٔ موقتی حاصل کنفرانس بین‌المللی سلامت (در تابستان سال ۱۹۴۶) بود. عملیات واگذاری مسئولیت‌ها به تصویب مجمع عمومی رسید. سرویس بیماری‌های واگیر فرانسه (OIHP) نیز به کمیتهٔ موقتی سازمان بهداشت جهانی در ۱ ژانویه ۱۹۴۷ پیوست.

### وظایف و مأموریت‌ها
WHO علاوه بر هماهنگ‌کردن تلاش‌های بین‌المللی برای پایش بیماری‌های عفونی، مانند مالاریا و ایدز از برنامه‌هایی برای پیشگیری و درمان چنین بیماری‌هایی حمایت می‌کند. این سازمان از تولید و توزیع واکسن‌های مؤثر و بی‌خطر، شیوه‌های تشخیصی داروها حمایت می‌کند. WHO علاوه بر مأموریت‌های فوق بر اساس پیمان‌های بین‌المللی می‌تواند مأموریت‌های جدیدی را نیز به عهده گیرد.
سازمان جهانی بهداشت همچنین متولی طبقه‌بندی بین‌المللی آماری بیماری‌ها یا ICD است که دهمین تجدید نظر در آن در سال ۱۹۹۲ منتشر شد. از دیگر کارهای WHO می‌توان به تعریف بسته مراقبت‌های اولیه سلامت یا PHC (به انگلیسی: Primary Health Care) و ایجاد ساختارهای انگیزشی مالی و غیر مالی جهت ترغیب کشورها در اعمال برنامه‌های بهداشتی در سطح کلان می‌باشد.

### ساختار
کشورهای عضو سازمان جهانی بهداشت نمایندگانی به «مجمع جهانی بهداشت» می‌فرستند، که ارگان اصلی تصمیم‌گیری این سازمان است.
این مجمع هر سال در ماه مه تشکیل جلسه می‌دهد و علاوه بر تعیین دبیرکل سازمان برای پنج سال، سیاست‌های مالی سازمان را بررسی می‌کند و بودجه‌های پیشنهادی برنامه‌ها را بازبینی و تأیید می‌کند.
مجمع همچنین ۳۶ عضو خود را به عنوان هیئت اجرایی برای سه سال برمی‌گزیند تا تصمیمات و سیاست‌های مجمع را به اجرا درآورند و به مشاوره دادن و تسهیل کارها بپردازند.
همه اعضای سازمان ملل می‌توانند عضو سازمان جهانی بهداشت شوند. سایر کشورها در صورتی که تقاضای عضویت‌شان به تصویب اکثریت مجمع عموم جهانی بهداشت برسد، می‌توانند عضو شوند.
۱۹۳ کشور در حال حاضر عضو WHO هستند. تمام اعضای سازمان ملل به جز لیختن‌اشتاین عضو سازمان جهانی بهداشت هستند. دو کشور غیر عضو سازمان ملل نیووی (Niue) و جزایر کوک هم عضو WHO هستند.
WHO دارای شش دفتر منطقه‌ای آفریقا (برازاویل، کنگو)، آمریکا (واشینگتن دی‌سی، ایالات متحده)، مدیترانه شرقی (قاهره، مصر)، اروپا (کپنهاگ، دانمارک)، جنوب شرق آسیا (دهلی نو، هند) و غرب اقیانوسیه (مانیل، فیلی‌پین) است که تا حد زیادی دارای خود مختاری هستند و هرکدام کشورهای منطقه خود را پوشش می‌دهند.
رئیس این دفترها که مدیر منطقه‌ای نام دارد به وسیلهٔ «کمیته منطقه‌ای» برای پنج سال انتخاب می‌شود. هر کمیته منطقه‌ای از وزاری بهداشت کشورهای عضو تشکیل می‌شود.
علاوه بر این سازمان جهانی بهداشت در ۱۴۷ دفتر کشوری و رابط را در همه این مناطق اداره می‌کند. معمولاً در پایتخت هر کشور یک دفتر وجود دارد که ممکن است دفاتر اقماری در سایر مناطق کشور را سرپرستی کند.
دفتر کشوری را یک پزشک تعلیم‌دیده با عنوان «نماینده سازمان جهانی بهداشت» اداره می‌کند که ملیت کشور مربوط را ندارد. دبیرکل کنونی سازمان جهانی بهداشت، آقای تئودور آدهانوم از کشور اتیوپی است.

## دیدگاه‌های پیرامون

### ادعای نزدیکی به چین پس از همه‌گیری کروناویروس
با شیوع کروناویروس، عملکرد سازمان جهانی بهداشت مورد انتقاد قرار گرفت. از زمان پخش خبر گسترش این ویروس در چین، تدروس ادهانوم دبیرکل سازمان جهانی بهداشت همواره مدافع عملکرد حکومت چین، دربارهٔ کروناویروس بود. دفاعیات سازمان جهانی بهداشت از استانداردهای چینی، هنگامی انجام شد که در همان دوران، انتقادات بسیاری دربارهٔ عملکرد دولت چین، در قبال همه‌گیری ویروس در سطح جهان مطرح بود. این انتقادات ادامه یافت و دونالد ترامپ در یک پیام توییتری نوشت: «سازمان جهانی بهداشت واقعاً بد عمل کرده‌است. این سازمان که معمولاً توسط ایالات متحده تأمین مالی می‌شود، هم‌اکنون به دلایلی بسیار چین محور شده‌است». این سازمان حتی به آمریکا پیشنهاد داد که مرزهایش را به سوی چین باز نگه دارد که با مخالفت روبرو شد. تدروس ادهانوم، دبیرکل سازمان جهانی بهداشت به این انتقادات با همان موضع پیشین خود پاسخ داد و در یکی از گفته‌هایش اعلام داشت که «این ویروس را سیاسی نکنید». بر اساس گزارش‌ها، در صورتی که دونالد ترامپ تهدید پیشین خود را عملی کرده و بودجهٔ پرداختی ایالات متحده برای مبارزه با این بیماری، به سازمان جهانی بهداشت را حذف کند، فاجعه‌ای روی خواهد داد.

## مسابقه فیلم سازی
سازمان جهانی بهداشت به همراه فعالیت های خود یک جشنواره فیلم تحت عنوان The Health for All Film Festival (HAFF) را از سال 2020 شروع کرد که افراد را به آگاهی رسانی، فهم بیشتر و تغییر رفتار مثبت سوق دهد. هر ساله شرکت کنندگان از 110 کشور در چهار بخش پوشش همگانی سلامت (به انگلیسی: Universal Health Coverage) و اورژانس، سلامت مهاجران و پناهندگان (به انگلیسی: Emergencies, Migrants and Refugees Health) و سلامتی و فعالیت بدنی بهتر (به انگلیسی: Better Health and Physical Activity) و فیلم های خیلی کوتاه (به انگلیسی: Very Short Film) با هم به رقابت می پردازند.

## گالری مقر ساختمان مرکزی سازمان جهانی بهداشت

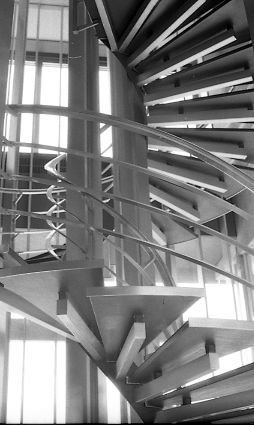
پلکان ۱۹۶۹
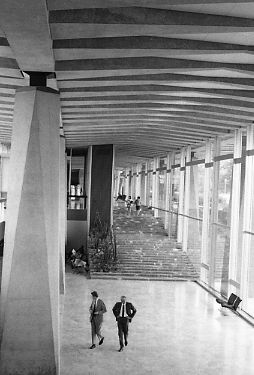
داخل ساختمان ۱۹۶۹
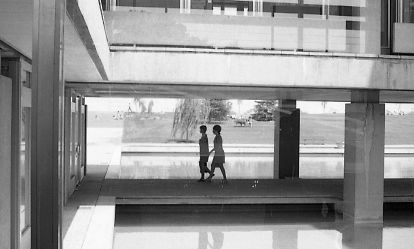
انعکاس آب استخر ۱۹۶۹
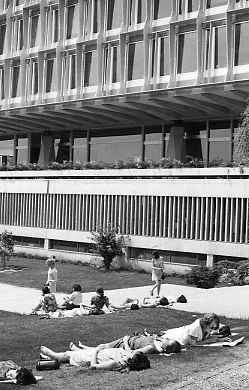
نمای خارجی، ۱۹۶۹
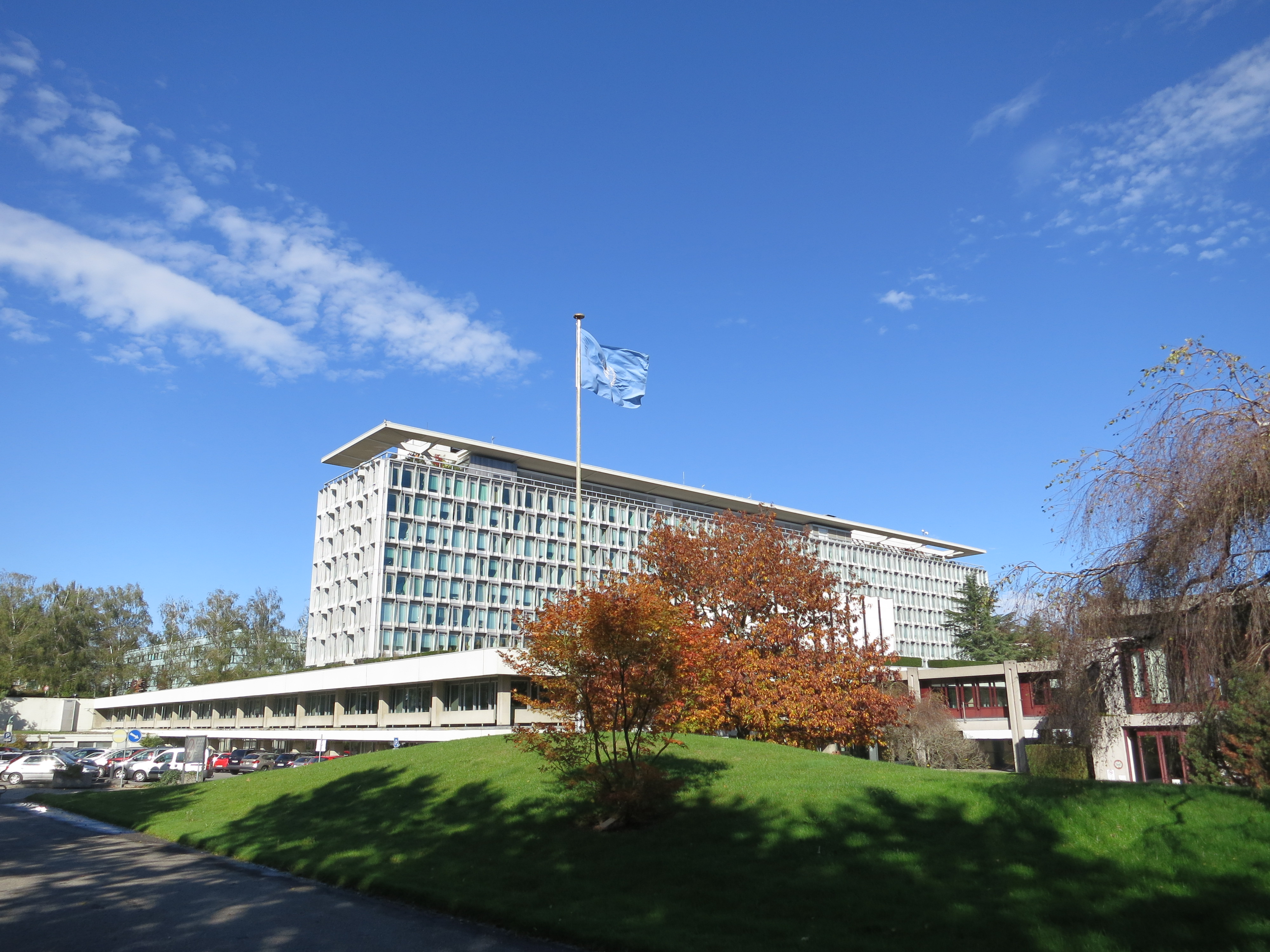
از جنوب غربی ۲۰۱۳
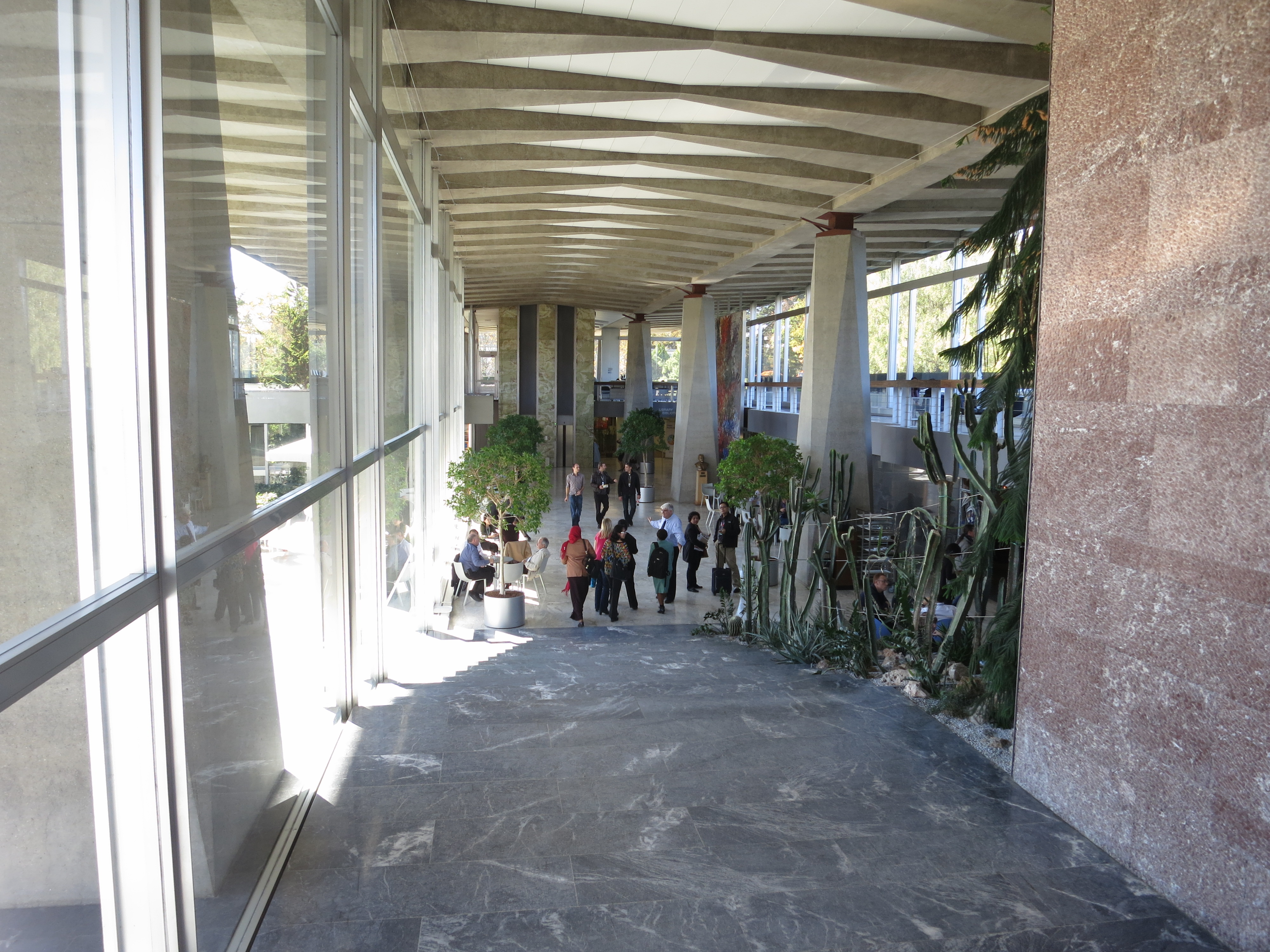
ورودی سالن۲۰۱۳
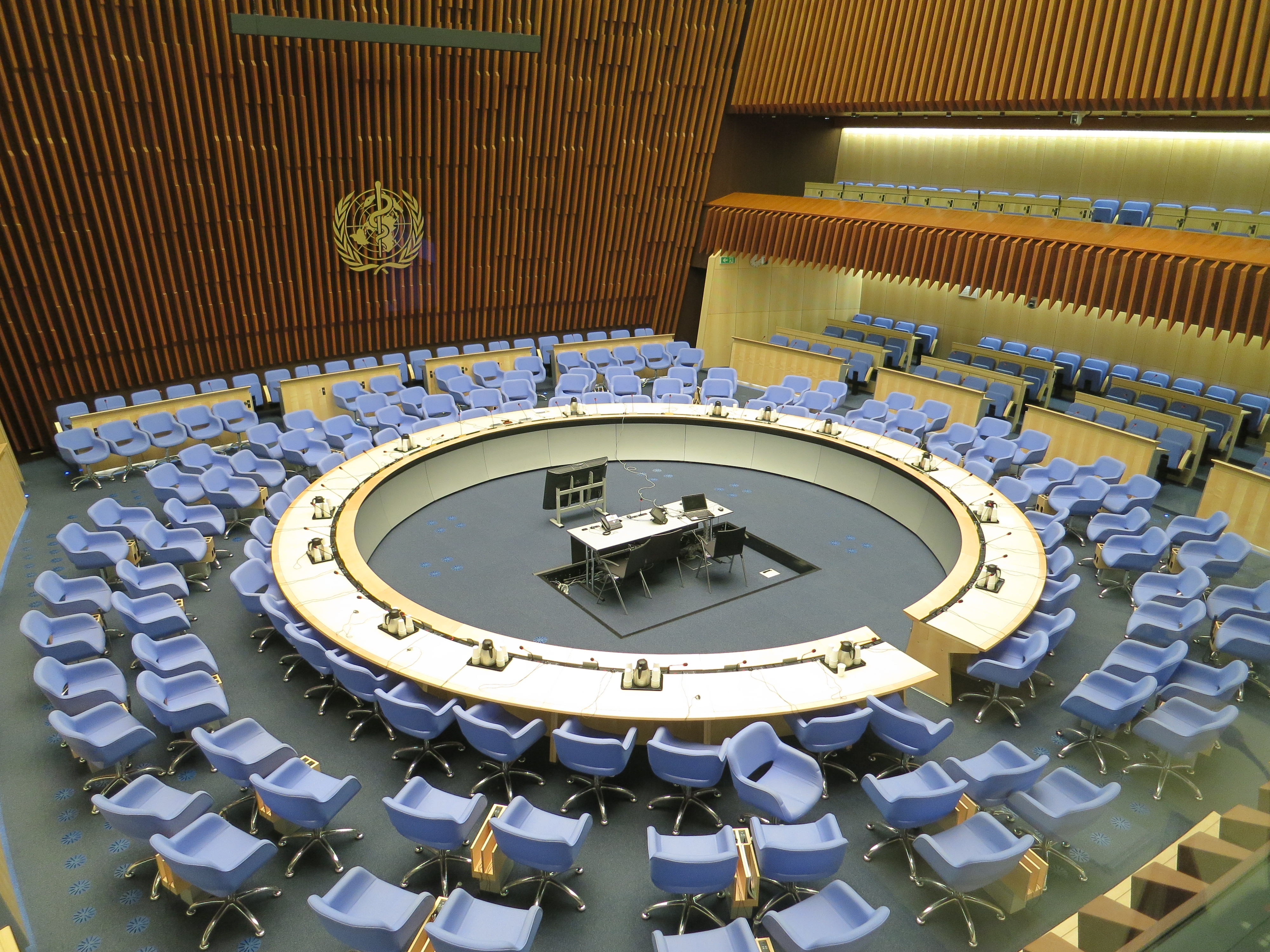
محل کنفرانس اصلی ۲۰۱۳